# Otto Schwarzenberger

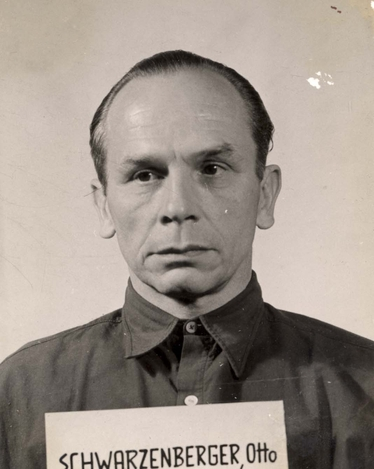
Otto Schwarzenberger in alliierter Internierung

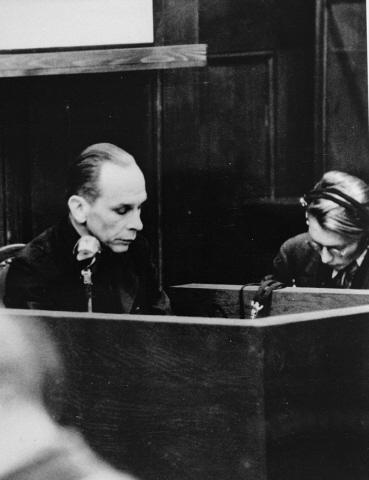
Otto Schwarzenberger (links) im RuSHA-Prozess (Dezember 1947)

Otto Josef Ludwig Schwarzenberger (* 22. Januar 1900 in Landau in der Pfalz; † 2. Juli 1980 in München) war ein deutscher SS-Führer, der im Stabshauptamt des Reichskommissars für die Festigung deutschen Volkstums (RKFDV) das Amt V (Finanzverwaltung) in der Amtsgruppe B leitete. Im Prozess Rasse- und Siedlungshauptamt der SS (RuSHA-Prozess) wurde Schwarzenberger 1948 zu einer Haftstrafe von zwei Jahren und zehn Monaten verurteilt und nach Urteilsverkündung freigelassen.

## Leben
Schwarzenberger besuchte in seiner Heimatstadt nach der Volksschule ein Humanistisches Gymnasium. Von 1914 bis 1918 war er in München beim Bayrischen Kadettenkorps. Ab Mai 1918 nahm er als Angehöriger des 7. bayrischen Artillerieregiments am Ersten Weltkrieg teil und war nach Kriegsende von 1920 bis 1921 zeitweise beim Freikorps Epp. Zudem besuchte er bis 1920 das Wittelsbacher-Gymnasium in München. Anschließend absolvierte er bis 1923 in Bamberg eine Lehre als Bankkaufmann bei der Darmstädter und Nationalbank. Danach war er Bankbevollmächtigter beim Münchner Bankhaus Schwarzmann & Co. Von 1924 bis 1934 war er Geschäftsführer und Revisor bei der Singer Nähmaschinen AG zunächst in München und später in Nürnberg.
Nach der Machtübergabe an die Nationalsozialisten war Schwarzenberger ab Mai 1933 Mitglied der NSDAP (Mitgliedsnummer 1.930.298) und kurz darauf der SS (SS-Nr. 156.808) Er gehörte zudem der DAF und der NSV an.
Als Schwarzenberger im Mai 1934 hauptamtlicher Mitarbeiter bei der SS-Verwaltung wurde, beendete er sein Anstellungsverhältnis bei der Singer Nähmaschinen AG. Bei der SS-Verfügungstruppe leistete Schwarzenberger Dienst als Revisor und Verwaltungsführer. Mit Ausbruch des Zweiten Weltkrieges war er kurze Zeit als Reserveoberleutnant der Wehrmacht an der Westfront.
Schwarzenberger war von Oktober 1940 bis zum Kriegsende Amtschef V im Stabshauptamt des Reichskommissar für die Festigung deutschen Volkstums (RKFDV). Auf diesem Posten war Schwarzenberger für die gesamte Finanzverwaltung des RKFDV zuständig. Daneben war er auch für die Finanzverwaltung von nachgeordneten SS-Dienststellen wie der Deutschen Umsiedlungs-Treuhand GmbH (DUT), der Deutschen Ansiedlungsgesellschaft (DAG), der Einwandererzentralstelle (EWZ) und der Umwandererzentralstelle (UWZ). In dieser Funktion legte er Budgets und Finanzplanungen von RKFDV und nachgeordneten Organisationen dem Reichsfinanzministerium vor, erhielt von dort die Finanzmittel nach Genehmigung und zahlte sie an die Organisation aus. Im Juni 1941 wurde er zum SS-Oberführer befördert, dem höchsten Offiziersdienstgrad in der SS unterhalb der Generalsränge. (Steht im militärischen Äquivalent zwischen Oberst und Generalmajor.)
Schwarzenberger wurde am 2. Mai 1945 von den vorrückenden Alliierten festgenommen. Nach Kriegsende wurde Schwarzenberger 1947 im RuSHA-Prozess, einem der zwölf Nürnberger Nachfolgeprozesse, in dem ihn Hans Gawlik als Hauptverteidiger und Gerhard Klinnert als dessen Assistent verteidigten, wegen (1) Kriegsverbrechen, (2) Verbrechen gegen die Menschlichkeit und (3) Mitgliedschaft in einer verbrecherischen Organisation angeklagt. In den ersten beiden Anklagepunkten wurde er am 10. März 1948 freigesprochen und im dritten Punkt wegen seiner Mitgliedschaft in der SS für schuldig befunden. Als Strafmaß wurde seine seit der Internierung verbüßte Untersuchungshaft festgesetzt, so dass er nach Urteilsverkündung freigelassen wurde.